# Lars G. Josefsson
Lars G. Josefsson, folkbokförd som Lars-Göran Josefsson, född 29 oktober 1950 i Ulricehamn, är en svensk direktör och civilingenjör. Han var VD för Vattenfall AB  2000–2010. 

## Biografi
Josefsson utbildade sig till civilingenjör i teknisk fysik vid Chalmers i Göteborg och tog examen 1973. Han disputerade 1978 på en avhandling om mikrovågsantenner. Han tillträdde i augusti 2000 som VD för Vattenfall. Han hade innan dess innehaft olika chefsposter inom Ericsson, samt varit VD för Celsius AB.

### Tiden i Vattenfall
Under sin tid som chef för Vattenfall genomförde Josefsson en omfattande expansion genom förvärv av bland annat tysk kolkraft, vilket sex-faldigade såväl omsättning som vinst under perioden 2000–2010.
Satsningen på kolkraft kombinerades med betydande insatser för att utveckla CCS (avskiljning och lagring av koldioxid, engelska: Carbon Capture and Storage) under devisen "Making Electricity Clean". En viktig del av denna satsning var den pilot-anläggning med CCS-teknik som uppfördes vid kraftverket Schwarze Pumpe, som dock efter genomförd provdrift lades ned då tillstånd att lagra den avskilda koldioxiden i berggrunden aldrig gavs.
Trots kritik från bland annat miljöopinion i Tyskland gjorde Josefsson sig ett namn internationellt genom sitt engagemang i klimatfrågan. För detta uppmärksammades han av TIME Magazine som gav honom utmärkelsen TIME European Hero 2005. 2006 gav han ut boken "Framtiden i våra händer" som översatts till flera språk. Han utsågs till klimatrådgivare åt Angela Merkel och fick presentera sin globala miljöplan inför FN:s kommission för hållbar utveckling i New York. Samtidigt kritiserades Vattenfall under hans ledning av bland annat Världsnaturfonden för sitt stora innehav av kolkraftverk. 2008 placerades Josefsson som nummer ett på Ny Tekniks lista över de viktigaste makthavarna i Sverige på energiområdet.
År 2009 fortsatte Vattenfalls expansion genom förvärv av det nederländska energiföretaget Nuon. Köpeskillingen var cirka 100 miljarder kronor som avbetalades under en period av fem år. Detta kom att kritiseras kraftigt i den så kallade Nuon-affären, då Vattenfall inom kort tvingades göra betydande nedskrivningar av Nuons bokförda värde. Josefsson kritiserades också för risktagande genom att ha accepterat ett obegränsat skadeståndsansvar för svenskägda tyska kärnkraftverk.
Den 13 november 2009 meddelade Josefsson att han avgår som VD för Vattenfall AB. Han efterträddes av Øystein Løseth.

### Övrigt
Josefsson invaldes 2006 som ledamot av Kungliga Ingenjörsvetenskapsakademien.